# Расплав
Расплав — жидкое расплавленное состояние вещества при температурах в определённых границах, удалённых от критической точки плавления и расположенных между температурами плавления и кипения.
На практике расплавами, как правило, называют те вещества, находящиеся в жидком агрегатном состоянии, которые при нормальных условиях существуют исключительно или преимущественно в твёрдом агрегатном состоянии. Так, к примеру, жидкие воду и спирт, сжиженные газы, как правило, не относят к расплавам, несмотря на то, что физика и химия воды, спирта и газов в жидком состоянии, строго говоря, описываются в понятиях и терминах поведения расплавов.
Природа и характер поведения расплавов по своей сути определяются видом химических связей элементов в расплавленном веществе. Расплавы принято характеризовать наличием ближнего порядка связей между образующими его частицами и отсутствием среднего и дальнего порядков.

## Применение
Расплавы находят широкое применение в металлургии, стекловарении и других областях техники.
Расплавленное состояние вещества позволяет достаточно легко и в больших объёмах получать растворы одних веществ в других, так в частности получают многие сплавы, в том числе все стали, бронзы, латуни.
Расплавы позволяют также относительно легко и в больших объёмах получать суспензии нерастворимых веществ в расплаве. Таким способом во все пластмассы вводят наполнители, модифицирующие свойства исходных полимеров.
Расплавы позволяют получать сложные композитные материалы, компоненты которых ограниченно растворимы друг в друге в твёрдом виде: наиболее известным примером такого материала является чугун. Аналогичным образом промышленно синтезируют нанопорошки искусственных алмазов путём кристаллизации никеля, пересыщенного углеродом с последующим растворением никелевой матрицы.
Одним из наиболее эффективных методов получения сверхчистых материалов является металлургическая очистка, то есть перекристаллизации через расплавленную фазу. Сюда же можно отнести кристаллизационную очистку из раствора.
Подавляющее большинство методов выращивания монокристаллов предусматривает кристаллизацию расплава/раствора в контролируемых условиях. Редкие исключения, такие как получение кристаллов карбида кремния через паровую фазу, в некоторых модификациях метода также предусматривают транспорт вещества через плёнку расплава кремния на поверхности растущего кристалла.
Расплавы оксидов, гидроксидов и солей элементов используются для электролитического выделения этих элементов в свободном виде. Известными массовыми продуктами, получаемыми электролизом расплавов являются алюминий, натрий, калий
Расплавы могут как состоять из одного элемента, вещества, так и иметь достаточно сложный состав и содержать различные взаимодействующие и невзаимодействующие компоненты, фазы (см. фазовая диаграмма).

## Виды
Расплавы бывают:
- Металлические;
- Ионные;
- Полупроводниковые с ковалентными связями между атомами;
- Органические расплавы с ван-дер-ваальсовыми связями;
- Высокополимерные;

Расплавы по типу химических соединений бывают:
- Солевые;
- Оксидные;
- Оксидно-силикатные (шлаковые) и др.

Расплавы с особыми свойствами:
- Эвтектические (см. Диаграмма состояния).

## Температура плавления
Температурой плавления называют температуру (для многокопонентных систем — диапазон температур) при которой вещество переходит из твердого состояния в жидкое либо из жидкого в твёрдое. Во втором случае нередко используют термин «температура кристаллизации».
Строго говоря, в равновесной системе при температуре плавления вещество не изменяет фазового состояния и должно содержать некоторые количества твёрдой и жидкой фазы. Для того, чтобы происходило плавление к системе дополнительно подводится энергия. На практике это выражается в некотором превышении температуры расплавленной фазы над равновесной температурой плавления. Равным образом при кристаллизации расплава необходимо некоторое переохлаждение расплава относительно температуры плавления. Таким образом истинная (равновесная) температура плавления (кристаллизации) в системе достигается только на границе раздела твёрдой и жидкой фаз.

## Аморфное состояние
Аморфное состояние вещества, характеризуемое наличием в веществе только ближнего порядка связей нередко рассматривают как расплав вещества, обладающего сверхвысокой вязкостью.